# Suzanne Gauthier
 (mars 2011).
Si vous disposez d'ouvrages ou d'articles de référence ou si vous connaissez des sites web de qualité traitant du thème abordé ici, merci de compléter l'article en donnant les références utiles à sa vérifiabilité et en les liant à la section « Notes et références ».
Pour les articles homonymes, voir Gauthier.
Suzanne Gauthier (1901-1981) était une héraldiste française.
Fille du Maitre-Orfevre Henri Gauthier, elle est née à Paris dans le quartier du Marais. Pendant de longues années, elle dirige le Bureau d’études de la société Arthus Bertrand, éditeur de médailles, y créant de nombreux mérites des Ministères et des ordres français et étrangers, symboles et insignes. Puis, elle se dirige vers l’art héraldique. Artiste, héraldiste et miniaturiste, elle expose au Salon des Artistes Français en 1948 et 1949 et au Salon Arphila 75. Elle créa entre autres les armoiries des Terres australes et antarctiques françaises, de la Côte d'Ivoire, du Sénégal et les blasons ou armoiries de communes des départements d'Île-de-France (Essonne), de Bretagne, etc. ainsi que des ex-libris et des maquettes de timbres pour le BEPTOM (Bureau d'Études des Postes et Télécommunications d'Outre-Mer). Certaines de ses œuvres ont été achetées par les Archives de France et le musée de Versailles.